# Francis Burt (amerikansk politiker)
Francis Burt, född 13 januari 1807 i Edgefield District, South Carolina, död 18 oktober 1854 i Bellevue, Nebraskaterritoriet, var en amerikansk demokratisk politiker. Han var South Carolinas finansminister 1844–1848 och Nebraskaterritoriets guvernör från 16 oktober 1854 fram till sin död två dagar senare.
Burt föddes i Edgefield District (nuvarande Edgefield County) och växte upp i Pendleton i South Carolina. Han gifte sig med Georgiana Hall och var verksam som advokat i South Carolina. Han var ledamot av South Carolinas lagstiftande församling innan han 1844 tillträdde som delstatens finansminister (state treasurer).
Burt tillträdde 1854 som Nebraskaterritoriets guvernör men avled ett par dagar senare i ämbetet. Burt County i Nebraska har fått sitt namn efter Francis Burt.